# Paracedemon
Paracedemon är ett släkte av skalbaggar. Paracedemon ingår i familjen långhorningar.
Kladogram enligt Catalogue of Life:
| Paracedemon | \| \| Paracedemon niger \| \| \| \| \| \| Paracedemon ruber \| \| \| \| |
|             | \| \| Paracedemon niger \| \| \| \| \| \| Paracedemon ruber \| \| \| \| |
|             | Paracedemon niger                                                       |
|             |                                                                         |
|             | Paracedemon ruber                                                       |
|             |                                                                         |